# Čížová
Čížová (en allemand : Tschischow) est une commune du district de Písek, dans la région de Bohême-du-Sud, en République tchèque. Sa population s'élevait à 1 349 habitants en 2024.

## Géographie
Čížová se trouve à 8 km au nord-ouest de Písek, à 51 km au nord-ouest de Ceské Budejovice et à 84 km au sud-ouest de Prague.
La commune est limitée par Cerhonice et Vráž au nord, par Vojníkov et Vrcovice à l'est, par Písek et Dobev au sud, et par Drhovle et Předotice à l'ouest.

## Histoire
La première mention écrite du village remonte à 1316.

## Patrimoine

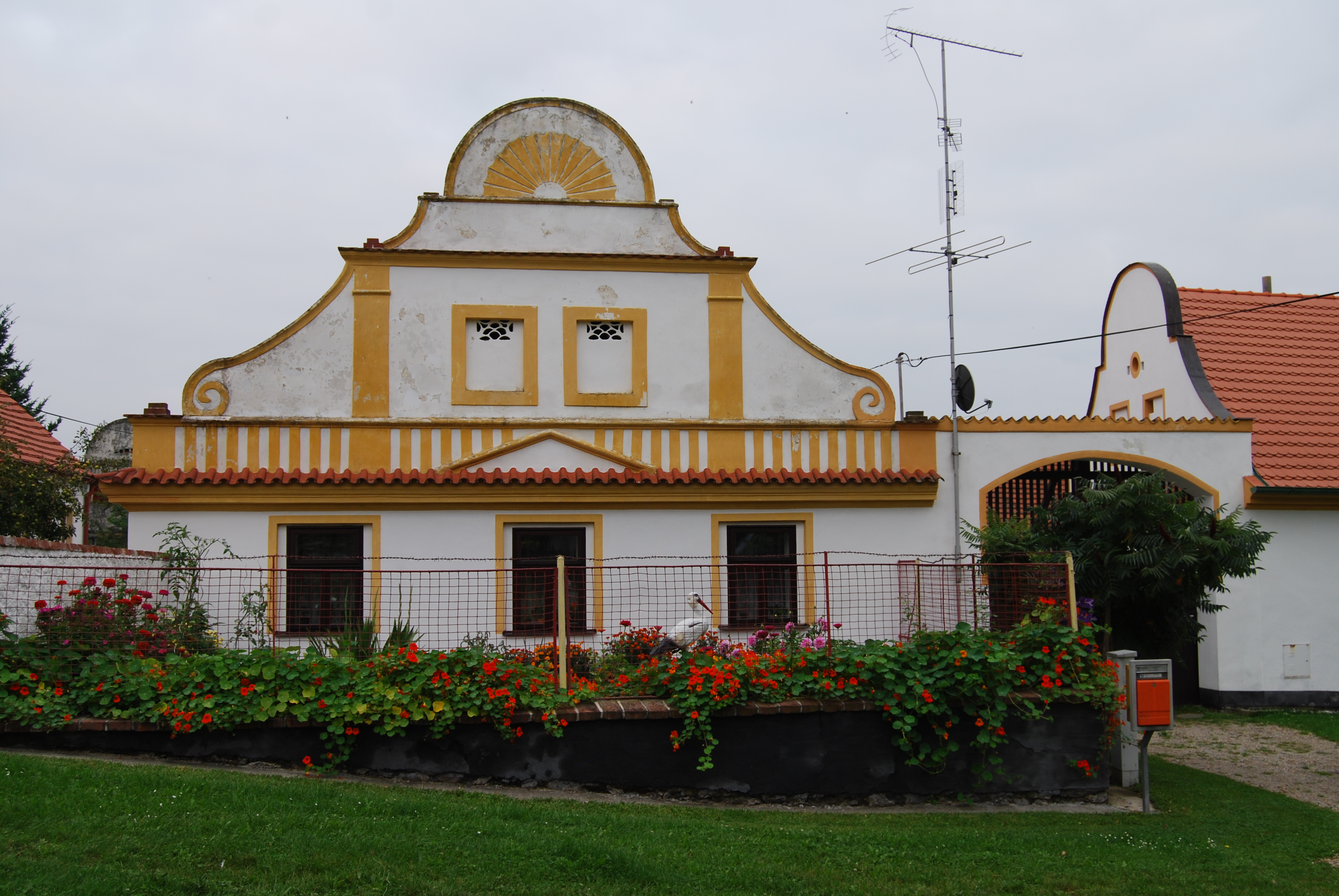
Architecture locale inspirée du baroque (hameau de Krašovice).

## Transports
Par la route, Čížová se trouve à 8,5 km de Písek, à 59 km de České Budějovice et à 123 km de Prague.